# Don’t Mess wit Texas
Don't Mess wit Texas – debiutancki album amerykańskiego rapera Lil’ Keke’a.

## Lista utworów
| #  | Tytuł                         | Producent    | Goście                      | Czas |
| -- | ----------------------------- | ------------ | --------------------------- | ---- |
| 1  | Still Pimpin Pens [Screwed]   | Sean Jemison | DJ Screw                    | 3:58 |
| 2  | Don't You Know                | Sean Jemison | Phaz & Madd Hatta           | 4:14 |
| 3  | It's Going Down               | Sean Jemison |                             | 4:07 |
| 4  | Something About The Southside | Sean Jemison | Mr. 3-2                     | 4:40 |
| 5  | Money in the Making           | Sean Jemison | Herschelwood Hardheadz      | 3:57 |
| 6  | Serious Smoke                 | Sean Jemison | B.G. Duke, Mike D & Big Moe | 6:17 |
| 7  | Don't Mess Wit Texas          | Sean Jemison | Head & Knocky               | 3:59 |
| 8  | Southside                     | Double D     |                             | 4:50 |
| 9  | Bounce and Turn               | Sean Jemison | Phaz                        | 4:21 |
| 10 | If You Wanna                  | Sean Jemison |                             | 5:37 |
| 11 | Niggas Be Hating Me           | Double D     | Double D                    | 3:46 |
| 12 | Baller In The Mix             | Double D     | Herschelwood Hardheadz      | 4:11 |
| 13 | Can You Feel Me Now           | Sean Jemison | Al-D & Fat Pat              | 3:54 |
| 14 | All In The Game               | Sean Jemison |                             | 4:25 |
| 15 | Still Pimpin Pens             | Sean Jemison |                             | 3:08 |